# Edith (rivière)
La rivière Edith  (anglais : Edith River) est un cours d’eau du Fiordland dans le District de Southland dans la Région de Southland, dans l’Île du Sud de Nouvelle-Zélande.

## Géographie
Elle prend naissance à l’ouest du col de “Edith Saddle» et elle s’écoule vers l’ouest dans le Lac Alice, qui se draine ensuite dans ‘George Sound’ par les chutes d'Alice,.